# Dicranomyia (Dicranomyia) substricta
Dicranomyia (Dicranomyia) substricta is een tweevleugelige uit de familie steltmuggen (Limoniidae). De soort komt voor in het Australaziatisch gebied.